# Steckachse

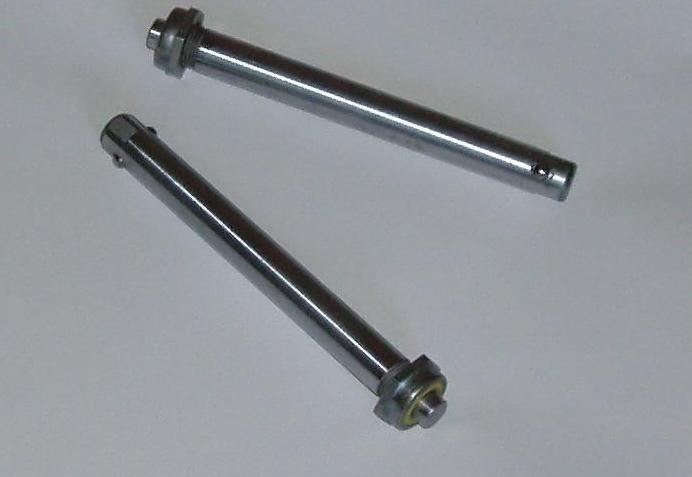
Steckachsen eines Rollstuhls

Eine Steckachse erlaubt eine schnelle Radmontage bzw. -demontage, je nach Bauart teilweise ohne Werkzeugeinsatz.
Sie kommt vor allem bei leichtgewichtigen Fahrzeugen zum Einsatz, die zum Transport oder zur Wartung häufiger teilweise zerlegt werden, und bei Motorrädern unabhängig von Gewicht oder Zerlegbarkeit. 
Die Achse wird durch die Aufnahme am Fahrzeugrahmen und durch die Radnabe gesteckt. Am anderen Ende wird die Steckachse in ein Gewinde geschraubt, durch eine Mutter gehalten oder auf eine andere Weise fixiert.
Wenn die Verriegelung werkzeuglos geschehen soll, wird der Kopf der Steckachse z. B. durch einen Schnellspannhebel verspannt oder durch einen Federmechanismus positioniert, welcher durch Knopfdruck wieder gelöst wird.

## Fahrrad und Fahrradanhänger

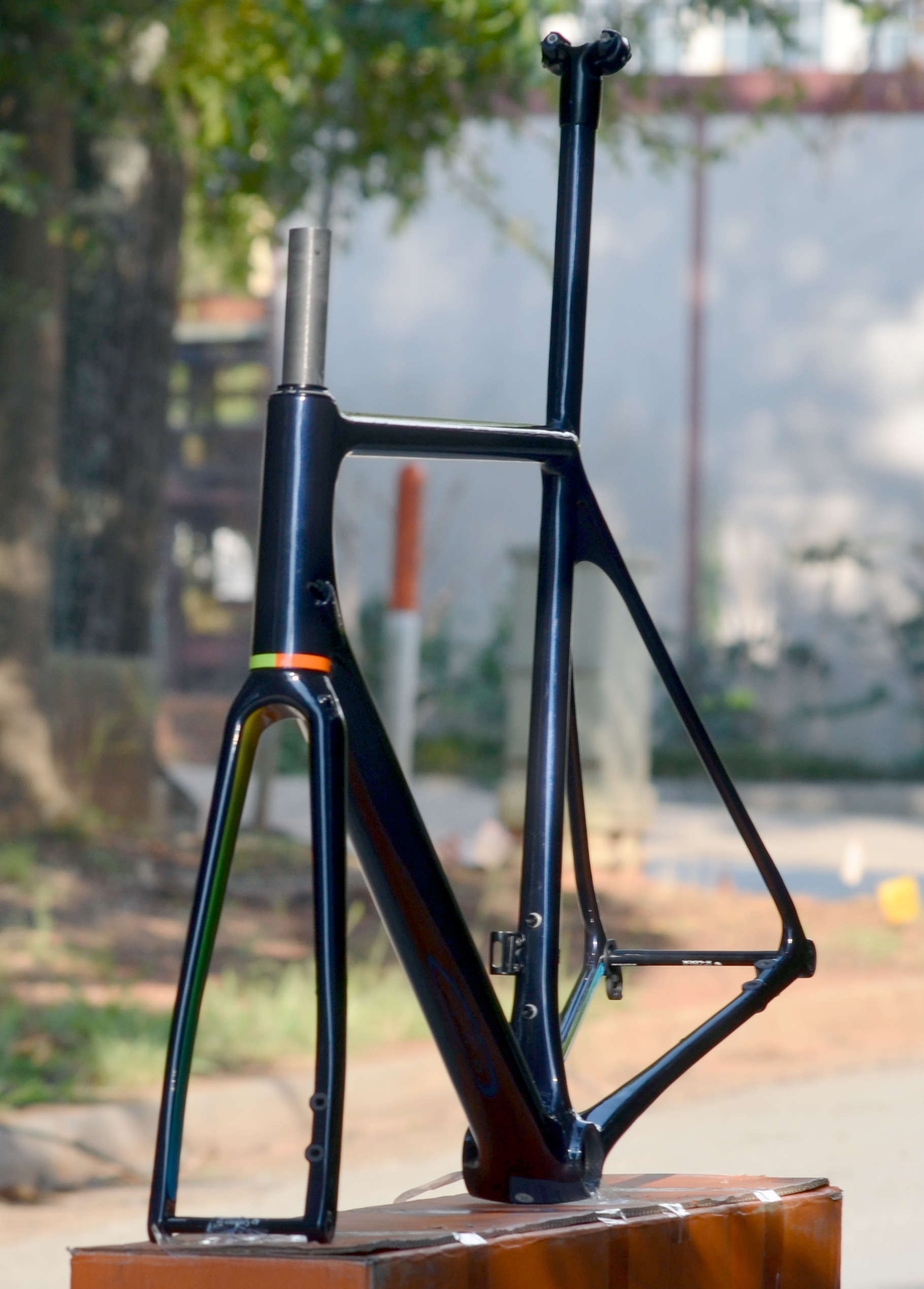
Rennradrahmen mit Steckachsen

Steckachsen werden bei Fahrrädern und Fahrradanhängern als stabilere Alternative zu Schraub- und Schnellspannerachsen verwendet. Laufräder mit Steckachsen erfordern immer passende Achsaufnahmen am Fahrzeugrahmen bzw. Ausfallenden an der Fahrradgabel. Manche Laufrad-Naben lassen sich auf unterschiedliche Achssysteme umrüsten.

## LKW
In der LKW-Technik gibt es eine anderweitige Verwendung des Begriffs „Steckachse“: in hinteren angetriebenen Starrachsen schwerer LKW wird mit zwei beidseitig gezahnten Steckachsen je eine formschlüssige Verbindung vom mittigen Differential zur Nabe eines Rades außen geschaffen. Die innere Verzahnung am Differential hat einen kleineren Durchmesser als die äußere Verzahnung an der Radnabe. Sie lassen sich nach Lösen der Nabenmuttern sehr einfach wechseln. Neue Wellen werden in die inneren und äußeren Verzahnungen eingesteckt, daher der Name. In dieser Anwendung sind somit die Steckachsen Antriebswellen. Folglich sind die „Steckachsen“ als Achsen nicht korrekt bezeichnet, weil sich auf ihnen nichts in einer Lagerung dreht, sondern es sind korrekt bezeichnet Wellen (die zwecks Radantrieb in der Achse stecken).